# Théo van Rysselberghe

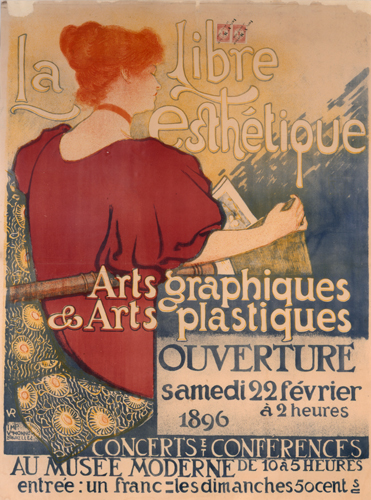
Plakat wystawowy La Libre Esthétique, 1896

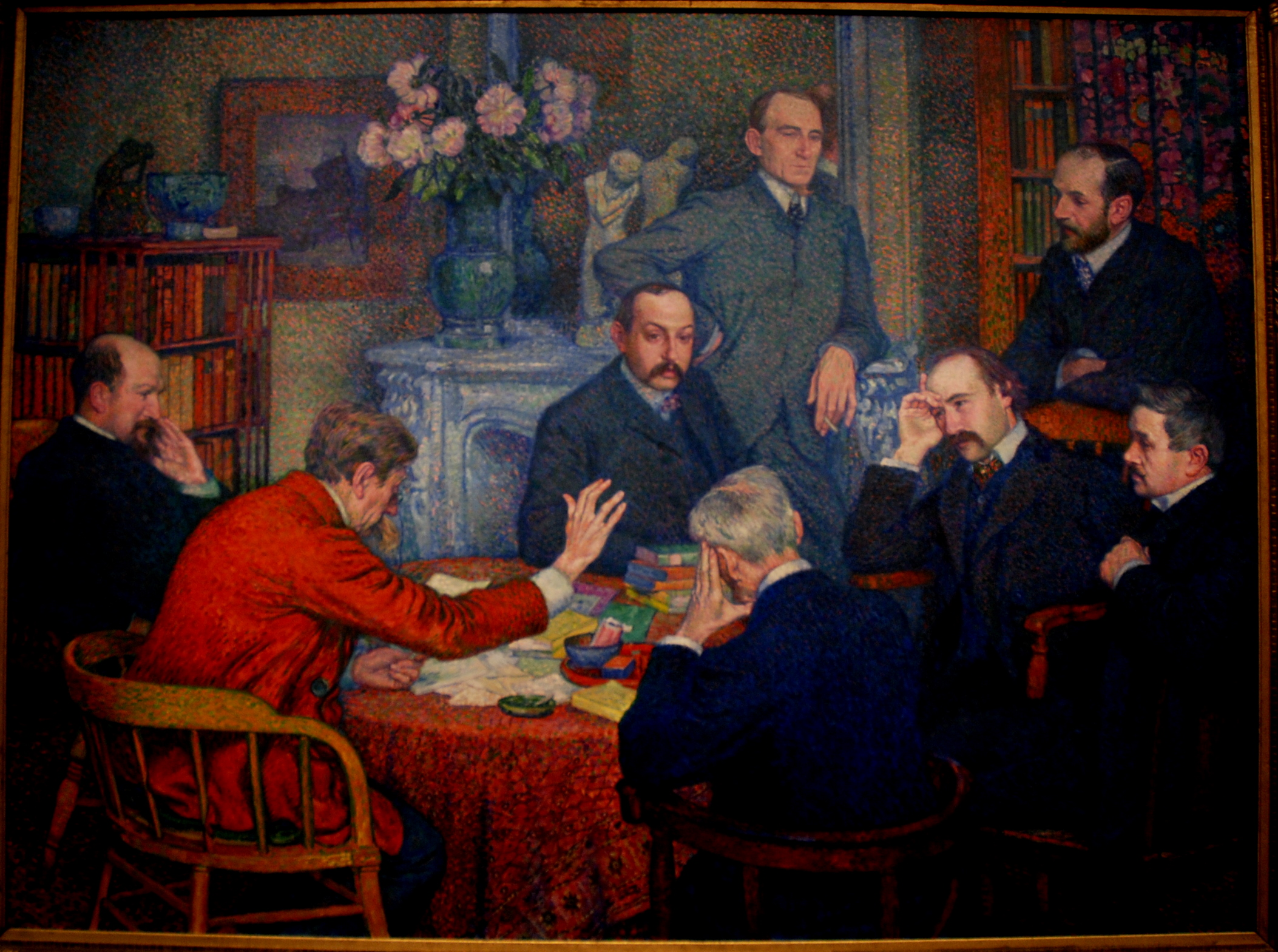
Emil Verhaeren podczas czytania, 1903, Muzeum Sztuk Pięknych w Gandawie

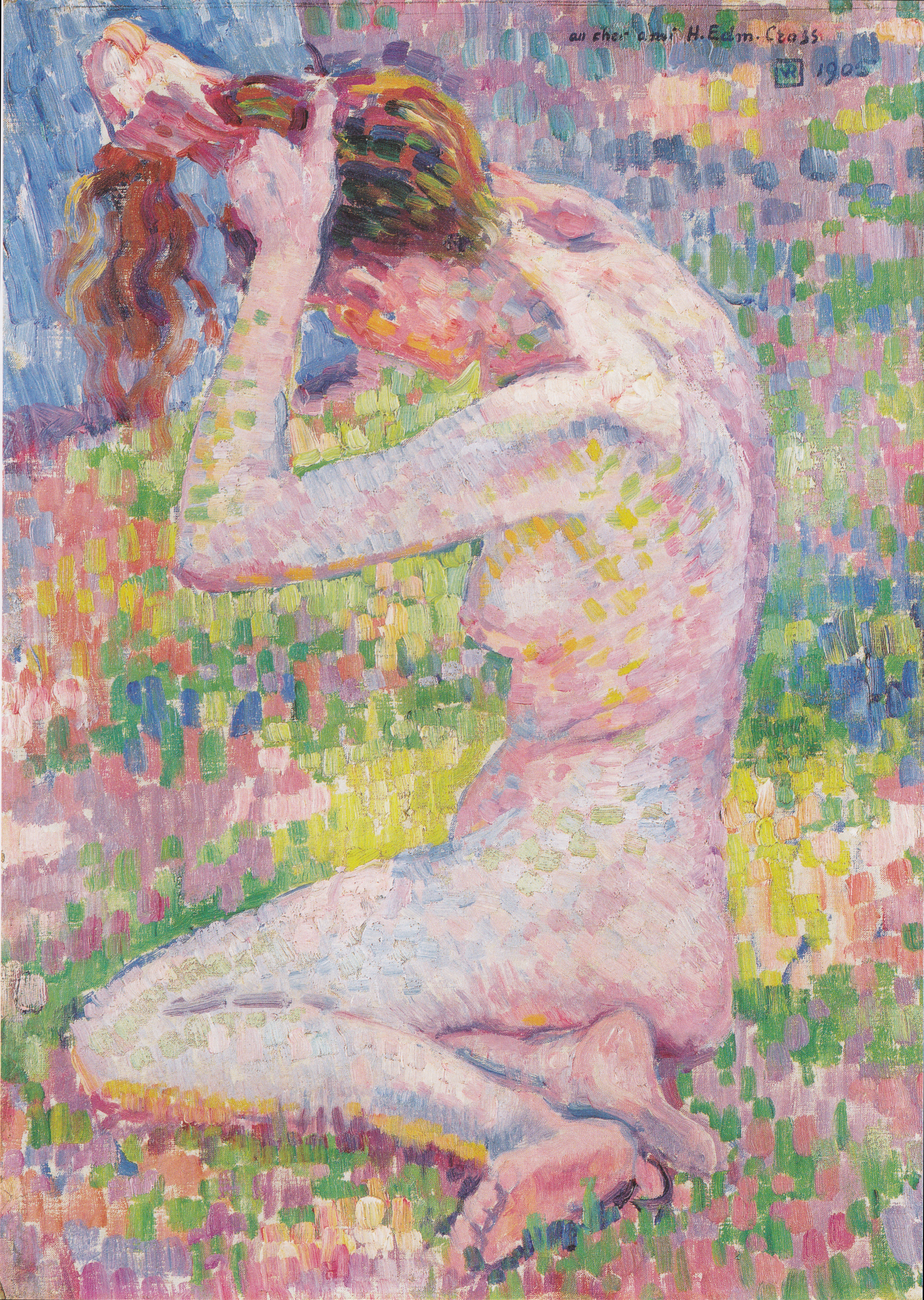
Akt siedzący, 1905, Albertina

Théo van Rysselberghe (ur. 23 listopada 1862 w Gandawie, w Belgii, zm. 13 grudnia 1926 w Saint-Clair, gmina Le Lavandou we Francji)) – belgijski malarz postimpresjonistyczny, rzeźbiarz i designer. Współzałożyciel grupy Les XX.
Jedyny znaczący niefrancuski neoimpresjonista, który przyczynił się do popularyzacji neoimpresjonizmu w Belgii. Jego puentylistyczne portrety i pejzaże były podziwiane w Berlinie i Wiedniu.

## Życiorys
Theo van Rysselberghe urodził się jako najmłodszy syn przedsiębiorcy Jean-Baptiste'a van Rysselberghe'a i Romanie Rommens. Rodzina van Rysselberghe mieszkała w Gandawie od 1856 roku. Bracia Theo byli inżynierami (François, Julien) lub architektami (Charles, Octave).
Van Rysselberghe został w młodym wieku przyjęty do Académie van Beeldende Kunsten w Gandawie, którą ukończył w roku 1880. W tym samym roku rozpoczął studia na Królewskiej Akademii Sztuk Pięknych w Brukseli, której dyrektorem był wówczas Jean-François Portaels; jego sztuka o tematyce orientalnej wywarła wpływ na młodego adepta. W 1881 roku van Rysselberghe miał swoją pierwszą wystawę w Salonie Brukselskim. W 1882 roku otrzymał stypendium na podroż do Hiszpanii i Maroka, dokąd udał się w towarzystwie Darío de Regoyosa i Constantina Meuniera. Była to pierwsza z jego licznych podróży malarskich do Afryki Północnej, na Bliski Wschód, oraz po Europie zachodniej i wschodniej. W 1883 roku wystawił swoje malownicze, śródziemnomorskie pejzaże na wystawie zorganizowanej przez ugrupowanie artystyczne L’Essor. 28 października tego samego roku wziął udział w historycznym zjeździe założycielskim belgijskiego, awangardowego stowarzyszenia artystycznego Les XX. Pozostawał w bliskich stosunkach z sekretarzem tego stowarzyszenia Octave'em Mausem. Na wystawie Les XX w roku 1885 van Rysselberghe pokazał prace będące rezultatem jego drugiej podróży do Maroka, w tym egzotyczną Fantazję (Królewskie Muzeum Sztuki Nowoczesnej w Brukseli).
Dzięki członkostwu w Les XX van Rysselberghe wszedł w krąg europejskiej awangardy artystycznej i literackiej. Wpływ na jego twórczość wywarli James McNeill Whistler, Édouard Manet, Edgar Degas i Auguste Renoir. W roku 1886 van Rysselberghe i symbolistyczny poeta i krytyk Émile Verhaeren wzięli udział w ostatniej wystawie impresjonistów w Paryżu, na której ich uwagę, podobnie jak innych zwiedzających, przyciągnął obraz Georges’a Seurata Niedzielne popołudnie na wyspie Grande Jatte.
W 1887 roku, kiedy Seurat wystawił swoje obrazy razem z członkami Les XX, van Rysselberghe zaczął adaptować technikę puentylizmu w serii portretów. W latach 90. kontynuował działalność w nurcie neoimpresjonizmu, wystawiając razem z grupą Les XX aż do jej rozwiązania w roku 1893, a potem z jej następcą, La Libre Esthétique (dla której stworzył specjalną ilustrację do jej katalogu wystawowego i w Salonie Niezależnych w Paryżu. W latach 90. Rysselberghe zwrócił się w stronę grafiki i sztuki dekoracyjnej, w tym ilustracji książkowych dla Émile'a Verhaerena i innych autorów. W 1895 roku wykonał meble, witraże, biżuterię i murale dla klientów paryskiej galerii Siegfrieda Binga.
W 1898 roku van Rysselberghe przeniósł się do Paryża, gdzie zaprzyjaźnił się z pisarzami i artystami pozostającymi w kręgu symbolizmu. Jego obraz Emil Verhaeren podczas czytania z 1903 roku ukazuje kilka czołowych postaci ze świata literatury, w tym André Gide'a i Maurice'a Maeterlincka. 
Po roku 1903 jego zainteresowanie van Rysselberghe'a techniką puentylistyczną osłabło, a po roku 1908 zarzucił ją. 
W 1910 roku osiadł w Prowansji. W swym stylu zaczął łączyć osiągnięcia różnych kierunków.
Pomimo intensywnych podróży i nawału zleceń z dziedziny sztuki użytkowej van Rysselberghe podtrzymywał ścisłe związki z Signac'iem, spędzając z nim czas w Saint-Tropez. Przyczynił się do rozwoju fowizmu zachęcając członków tego ugrupowania do wystawiania swoich prac w Brukseli po roku 1906.

### Życie prywatne
W 1889 roku van Rysselberghe ożenił się z Marią Monnom, dziedziczką firmy Monnom, która wydawala Jeune Belgique i L'Art Moderne.

## Wystawy
Pojedyncze wystawy prac artysty miały miejsce w latach: 1895 (Paryż, rue Lafitte), 1902 (Paryż, Maison des artistes), 1905 (Druet), 1908 (Bernheim-Jeune), 1922 i 1927 (Bruksela), 1932 (Braun) i w 1962 w Gandawie na stulecie urodzin.

## Styl
Pierwsze obrazy van Rysselberghe'a utrzymane są zdecydowanie w klasycznym stylu. Przełom w jego sztuce nastąpił w 1886 roku, gdy zetknął się on z neoimpresjonizmem i jego przedstawicielami (Paul Signac, Albert Dubois-Pillet i Henri Edmond Cross).
Pod wpływem Seurata van Rysselberghe zaczął eksperymentować z dywizjonizmem i przyjął styl puentylistyczny, polegający na zestawianiu razem małych punktów czystego koloru, aby w maksymalnym stopniu osiągnąć jasność. W tym okresie powstały największe dzieła van Rysselberghe’a. W poruszających obrazach artysty uwidoczniła się jego zdolność do uchwycenia promieni słonecznych w kompozycji. Po śmierci Seurata van Rysselberghe zrezygnował z techniki puentylistycznej na rzecz swobodniejszego i bardziej realistycznego stylu.